# Srbohrvati
Srbohrvati (njem. Serbokroaten) je pojam koji je krajem 19. i početkom 20. stoljeća bio u uporabi u dijelu zapadne Europe kao skupni naziv za Srbe i Hrvate (uključujući i Bošnjake i Crnogorce). 
Naziv je bio temeljen na teoriji da postojanje (tobožnjeg) zajedničkog srpsko-hrvatskog jezika nužno podrazumijeva postojanje zajedničkog »srbohrvatskog« naroda.
Termin Srbohrvati rabili su znanstvenici poput Williama Roberta Shepherda, Jovana Cvijića i ini.
Ova se je teorija proširila, između ostalog zahvaljujući naporima ilirizma na ujedinjenju južnoslavenskih naroda i pansrpstvu. 
Pojam Srbohrvati tada se koristio i u statistikama. Statistikom o narodnosti austrijskog dijela monarhije (tadašnjoj Kraljevini Dalmaciji i Istri) svi stanovnici su klasificirani prema jeziku kao »Srbohrvati«. U Ugarskoj, kojoj je pripadala i Kraljevina Hrvatska, Slavonija i Dalmacija, Srbi i Hrvati su u statistikama navedeni kao zasebni narodi. 
Koncepciju Srbohrvata međutim Hrvati, Crnogorci, Srbi i Bošnjaci nisu nikad prihvatili. 
U SFRJ Jugoslaviji Srbi, Hrvati i Crnogorci priznati su kao odvojeni narodi, kasnije i Bošnjaci (pod pojmom Muslimani). Pojam Srbohrvati ostao je jedino još u nazivu političkog projekta t.zv. srpsko-hrvatskog jezika.